# دره دول
دره دول، روستایی از توابع بخش ماژین شهرستان دره‌شهر در استان ایلام ایران است.

## جمعیت
این روستا در دهستان کولکنی قرار دارد و براساس سرشماری مرکز آمار ایران در سال ۱۳۸۵، جمعیت آن ۸۳ نفر (۱۶خانوار) بوده‌است. این روستا از جمله روستاهای عشایری بوده و مسیر دسترسی آن از سمت شهرستان دره شهر به وسیله یک جاده کوهستانی پر پیچ و خم و اما زیبا می‌باشد. این روستا دقیقاً در محل زمین لغزش بزرگ زاگرس واقع شده. به‌علاوه این روستا در دامنه کوه میرنوروز واقع شده که بلندترین کوه در شهرستان دره شهر است.